# René Dufaure de Montmirail
René Dufaure de Montmirail, né le 8 février 1876 à Verdun et mort le 9 février 1917 à Marseille, est un joueur de rugby à XV et dirigeant sportif français, fondateur et premier président de l'Olympique de Marseille.

## Biographie

### Enfance et jeunesse
René Dufaure de Montmirail grandit en Algérie où son père Charles dirige le district militaire de Blida. Déjà passionné de sport, il pratique l’escrime, l’équitation ainsi que l’athlétisme et étudie à Alger où il est baptisé en 1877. Un problème de vue l’empêche de poursuivre la tradition militaire de sa famille.
Après avoir obtenu son bac, il quitte la région de Kabylie et pose ses valises à Marseille à 18 ans pour se consacrer au courtage et aux assurances. Dufaure de Montmirail travaille à la maison de commerce Marius Jullien et vit alors dans le quartier de Belsunce. Il pratique le football avec les fils de son patron avec lesquels il sympathise au sein du Junior Club, l’ancêtre du Football Club de Marseille, une équipe rassemblant des collégiens et des lycéens.
Le 15 novembre 1898, ágé de seulement 22 ans, René Dufaure de Montmirail crée le Comité régional de l’Union des sociétés françaises de sports athlétiques. Il révolutionne la pratique du sport dans la région en organisant des compétitions de rugby, football, athlétisme et de cricket. Il est également membre de la Société Nautique de Marseille, des Touring clubs de France et de Provence et du Football Club Aixois.

### Fondateur et président de l'Olympique de Marseille

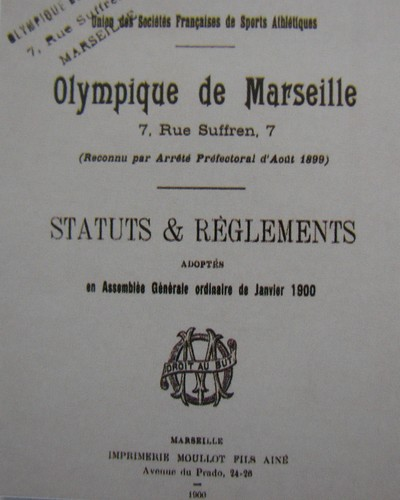
Le document officiel adoptant les Statuts et Règlements du club à la suite de l'Assemblée Générale ordinaire de janvier 1900.

L'Olympique de Marseille, descendant du Football Club de Marseille créé deux ans plus tôt, est fondé officiellement par René Dufaure de Montmirail le 31 août 1899, par arrêté préfectoral. Montmirail devient alors son premier président. Il sera attaché à porter une vision offensive pour le club. Le sigle du club s'inspire du sceau personnel de son fondateur (initiales D et M), le D devenant un O pour former le O et le M du sigle “OM“. René Dufaure de Montmirail préside le club pendant trois ans, de l’année 1899 à 1902, avant de passer le flambeau à son vice-président, Arnold Bideleux.
Après sa présidence, le fondateur de l’Olympique de Marseille crée alors le cabinet d’assurance Montmirail à Marseille, toujours en activité dans le 16ème arrondissement. Mobilisé lors de la Première Guerre mondiale en 1914, il meurt en 1917 à seulement 41 ans.

## Vie privée
Il épouse Madeleine Dubois en 1901, une femme rencontrée auparavant au Football Club de Marseille, avec laquelle il aura six enfants. C’est sa femme qui trouva l'inspiration de la devise de l'Olympique de Marseille: “Droit au But“.

## Source
- Page Facebook officielle : https://www.facebook.com/René-Dufaure-de-Montmirail-237936149083/
- Pierre Échinard, Marseille au quotidien, chroniques du XIXe, 1991, Éditions Édisud
- Pierre Échinard et Alain Pécheral, Cent ans d'OM - OM un siècle de légende, l'OM dans tous ses états,1998, EEMP
- Alain Pécheral, La Grande Histoire de l'OM, 2007, Éditions L'Équipe
- L'OM dans le sang : http://www.laprovence.com/article/om/3866324/lom-dans-le-sang.html